# Braggacadabra
Braggacadabra – pierwszy album studyjny polskiej raperki Wdowy. Został wydany 14 grudnia 2005 roku nakładem wytwórni Syndykat Dźwięku w dystrybucji firmy Fonografika.

## Lista utworów
1. „Szklanki w górę” (produkcja: Scoop)
2. „Iść” (produkcja: Szogun)
3. „Braggacadabra” (produkcja: Styl)
4. „Oddech bloków” gościnnie: Pezet (produkcja: Szogun)
5. „Hullahallachujalalaallahelo” (produkcja: Szogun)
6. „WuWuA” gościnnie: Ten Typ Mes (produkcja: Bojar, cuty: Dj One Touch)
7. „skit (co jest?)”
8. „Co jest?” gościnnie: Diox (produkcja: Polej)
9. „***” (produkcja: Szogun)
10. „To-nie styl” (produkcja: Szogun)
11. „Dla” (produkcja: Zielas)
12. „Milion” (produkcja: Kamel)
13. „Głos pokolenia” (produkcja: Mazsa, cuty: Dj. One Touch)
14. „Pozytywka” (produkcja: Kamel)
15. „Zbyt dobra” (produkcja: Baner)